# عووادیه یوسف

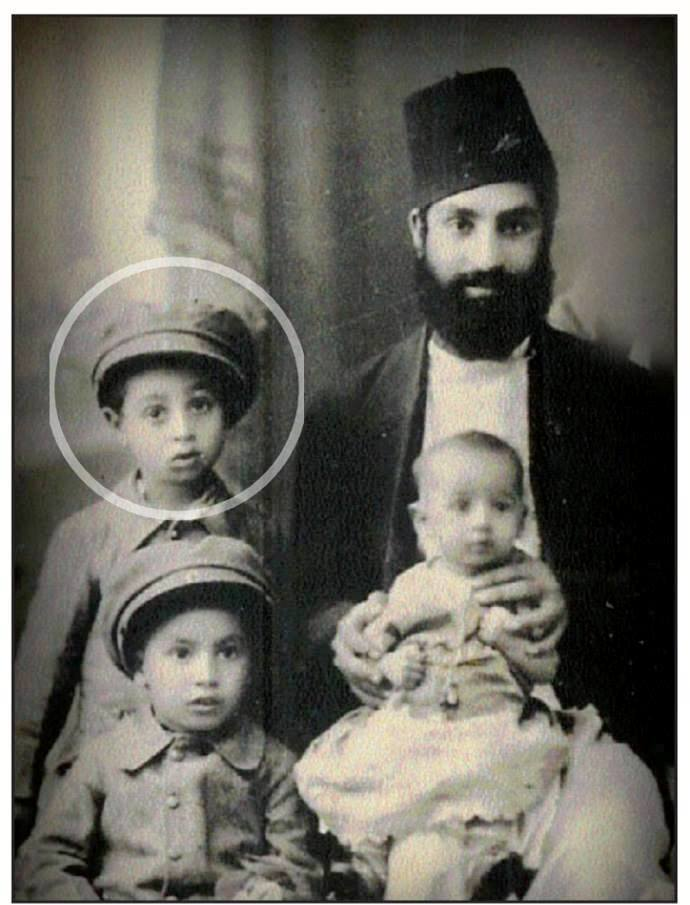
عوودیا یوسف در کودکی به همراه خانواده خود.

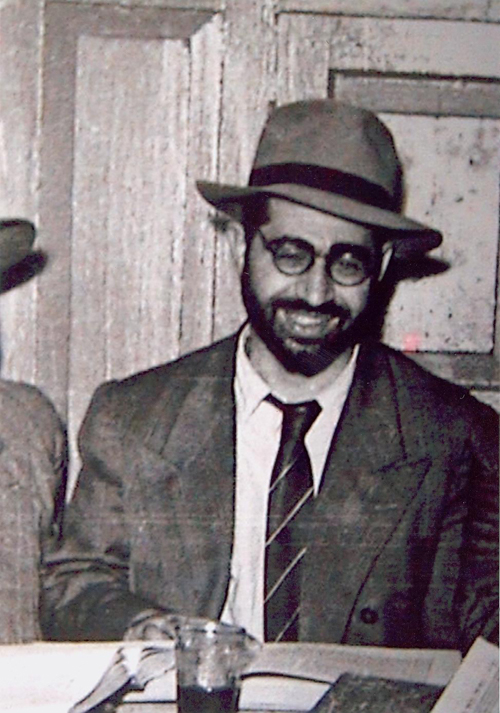
عوودیا یوسف در جوانی.

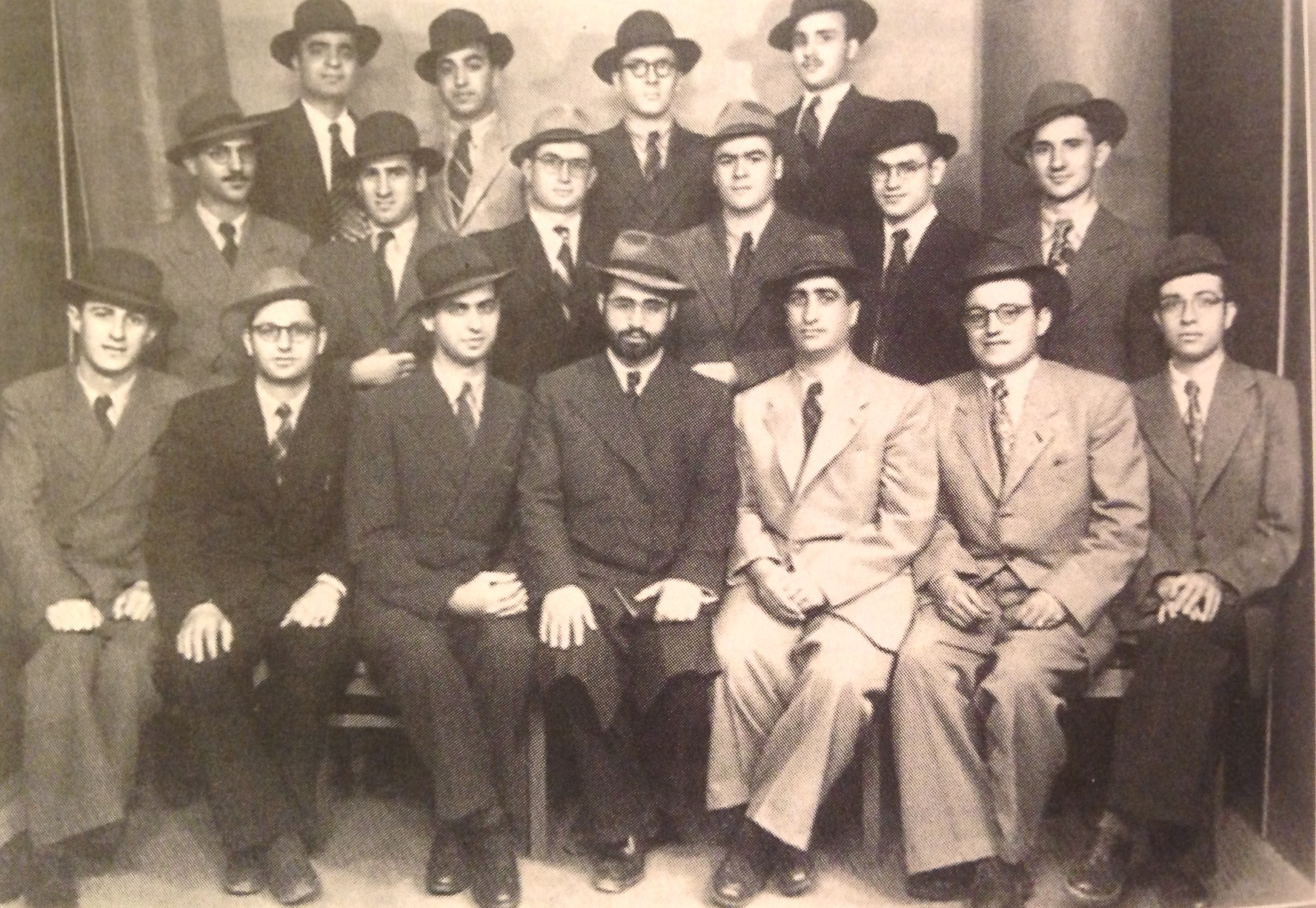
عوودیا یوسف ردیف جلو وسط.

عوودیا یوسف (به عبری: עובדיה יוסף) (به عربی: عبدالله یوسف) ‏ (زادهٔ ۲۳ سپتامبر ۱۹۲۰ در بغداد، عراق. مرگ ۷ اکتبر ۲۰۱۳ در اورشلیم، اسرائیل) خاخام، عالم مذهبی یهودی و از مقامات رسمی در هلاخا بود. وی در گذشته خاخام ارشد سفاردی اسرائیل بود و سپس رهبر معنوی حزب تندروی مذهبی شاس در کنست، مجلس نمایندگان اسرائیل، به‌شمار می‌رفت. وی از شخصیت‌های مورد احترام جهان یهودیت به‌ویژه در میان یهودیان سفاردی و مزراحی بوده و پس‌از مرگ، در مراسم تشیع وی هزاران نفر شرکت نمودند.
وی جزو روحانیون صهیونیست است که با اینترنت مخالف بود.

## اوائل زندگی
یوسف در بغداد در کشور عراق در روز بعد از یوم کیپور زاده شد. در سال ۱۹۲۴ و وقتی که ۴ سال داشت به همراه خانواده خود به اورشلیم مهاجرت کرد. او در دوران نوجوانی در یشیوا پورات یوسف درس خواند و یکی از بهترین دانش آموزان این یشیوا بود.
معلم او خاخام عزرا اتیا نقش زیادی درماندن او در دنیای تورات داشت. گفته می‌شود که در زمانی که او چند روز به مدرسه نرفت معلم او به خانه وی آمد و پدر وی را متقاعد کرد که وی را دوباره به مدرسه بفرستد. یوسف در سن ۲۰ سالگی به مقام خاخامی رسید.

### در مصر
در سال ۱۹۴۷ یوسف با دعوت خاخام اهاورن چویکا به قاهره رفت تا در یشیوای آنجا تدریس کند؛ ولیکن اختلافهایی بین او و بقیه خاخامها به خصوص در مورد مسئله کشروت وجود داشت. بعد از این اختلافها او از مقام خود استعفا کرد و بعد از دو سال به اسرائیل بازگشت.

### بازگشت به اسرائیل
بعد از بازگشت به اسرائیل او در میدراش بنی صهیون استخدام شد. در سال ۱۹۵۱ او کتابی در مورد قوانین پسح به نام «خازُن اوادیا» چاپ کرد که مورد استقبال بقیه خاخامها قرار گرفت.

### خاخام ارشد اسرائیل
در سال ۱۹۷۳ یوسف به سمت خاخام ارشد سفاردی اسرائیل با رای ۸۱ به ۶۸ انتخاب شد. این انتخابات بسیار بحث‌برانگیز و پر از تنشهای سیاسی بود.

### تلاش برای کشتن او
در سال ۲۰۰۵ نیروهای امنیتی اسرائیل گروهای از فلسطینیان را که قصد کشتن وی را داشتند دستگیر کرد. یکی از آن‌ها به نام موسی درویش به جرم تلاش برای قتل او محکوم شد.

## انتقادها
یوسف در مقام خاخام ارشد انتقادهای زیادی را متوجه خود کرده‌است. این انتقادها مربوط به تصمیمات مذهبی، دستورهای هلاخایی و رفتار او به عنوان رهبر شاس است.

### سخنان مذهبی
در سال ۲۰۰۰ او گفت که هولوکاست عذاب خدا برای روح بازمتولد شده یهودیان گناهکار بوده‌است: «شش میلیون قربانی هولوکاست روح بازمتولد شده گناهکاران بودند، کسانی که قوانین خدا را زیر پا گذاشته و کارهایی که نباید می‌کردند انجام دادند». این سخنان توسط الی ییشایی از دیگر مسئولان شاس مورد انتقاد قرار گرفت.

### در مورد زنان
در سال ۲۰۰۷ او گفت: «دانش زنان فقط در خیاطی است … زنان باید شغلهای دیگری پیدا کنند و آشپزی کنند و به مسائل تورات کار نداشته باشند».
در سال ۲۰۱۱ او در مورد زنان در جنگ گفت: «زنان نمی‌توانند به جنگ بروند … اگر زنی با اتوموبیل خود گربه‌ای را بکشد او گریه خواهد کرد». او ادامه داد: «مرد یک مرد است. کاری به او بدهید و انجام خواهد داد».

### سخنان در مورد غیریهودیان (جنتیل)
در اکتبر سال ۲۰۱۰ یوسف در سخنانی گفت که «تنها وظیفه غیریهودیان (جنتیلها) خدمت کردن به یهودیان است». او ادامه داد که جنتیلها دارای مأموریت الهی هستند: «چرا به جنتیلها احتیاج داریم؟ آنها کار می‌کنند، شخم می‌زنند و درو می‌کنند. ما مانند یک افندی می‌نشینیم و میل می‌کنیم. این دلیل خلقت جنتیلها است».
در همین مقاله در روزنامهٔ جروزالم پست، او جنتیلها را با الاغی که تنها وظیفه آن خدمت به اربابش است مقایسه کرده‌است: «در اسرائیل مرگ بر آنها قدرتی ندارد… برای جنتیلها مانند هرکسی دیگر - آنها احتیاج دارند بمیرند ولیکن (خدا) زندگی آنها را ادامه می‌دهد. چرا؟ زیرا فرض کنید که الاغ یک نفر بمیرد، او پول خود را از دست می‌دهد. از این رو نوکر او … دارای عمر زیادی می‌شود، تا خوب برای این یهودی کار کند. جنتیلها فقط برای خدمت به ما ساخته شدند. بدون این، آنها هیچ حقی از این دنیا ندارند، تنها برای خدمت به مردم اسرائیل».
کمیتهٔ یهودیان آمریکا این اظهارات یوسف را محکوم کرد و گفت که سخنان یوسف بسیار توهین آمیز است. سخنان او همچنین توسط اتحادیه ضدافترا مورد انتقاد قرار گرفت.

### دربارهٔ فلسطینیان و عربها
در سال ۲۰۰۱ یوسف در سخنانی خواستار از بین بردن عربها شد و گفت: «محبت کردن به آنها حرام است. شما باید بر سر آنها موشک بفرستید و آنها را نابود کنید. آنها شیطانی و لعنت‌شده هستند». یوسف بعداً گفت که سخنان او درست گزارش نشده‌است و منظور او نابودی تروریسم اسلامی و نه همهٔ عربها بوده‌است. او گفت که او مشکلی با وجود اعراب به عنوان شهروند اسرائیل ندارد.
وزیر دادگستری اسرائیل سخنان او را مورد نقد قرار داد و گفت که کسی با موقعیت او نباید چنین سخنانی بر زبان آورد. یوسف در سخنانی دیگر گفت: «تمامی افراد بدی که از اسرائیل متنفرند، مانند ابومازن (عباس) باید از این دنیا بروند … الهی خدا در بین فلسطینیانی که با اسرائیل می‌جنگند مریضی بفرستد که همه آنها را نابود کند». این سخنان مورد انتقاد دولت آمریکا قرار گرفت.

## در مورد ایران
او در سخنانی در اوت سال ۲۰۱۲ خواستار نابودی ایران شد. او گفت «وقتی ما از خدا می‌خواهیم دشمنانمان را نابود کند ما باید به ایران فکر کنیم، افرادی شیطانی که اسرائیل را تهدید می‌کنند. خدا آنها را نابود کند».

## در بین یهودیان ایرانی
عووادیه یوسف در بین یهودیان ایرانی دارای طرفداران زیادی است و بسیاری یهودیان ایرانی در ایران، اسرائیل و آمریکا او را رهبر مذهبی خود می‌دانستند. او در سال ۱۹۳۷ میلادی به تدریس هلاخا در کنیسه ایرانی در اورشلیم پرداخت. بیشتر یهودیان ایران در فتواهای شرعی نظر وی را نظر نهایی می‌دانستند و قانون ارث بردن زنان یهودی در ایران در سال ۱۳۳۵ با تأیید عووادیه یوسف تغییر کرد و از این تاریخ به دادگاه‌های سراسر ایران ابلاغ شد. او در سال ۱۹۷۶ در یک مسافرت نه روزه به ایران سفر کرد تا از یهودیان ثروتمند ایران درخواست کمک برای اسرائیل کرده و به اختلاف بین سه ربی ایرانی پایان دهد. در این دیدار قرار بود شاه ایران نیز با یوسف دیدار کند ولیکن به دلیل حضور همزمان شاه عربستان خالد و ترس شاه از خدشه دار شدن روابطش با عربستان این دیدار لغو شد. یوسف در این دیدار از بسیاری کنیسه‌های تهران و شیراز دیدن کرد و مورد استقبال یهودیان ایران قرار گرفت. او توانست بسیاری یهودیان ثروتمند ایرانی را تشویق به کمک مالی به اسرائیل نماید. او همچنین در این دیدار با نماینده یهودیان ایران در مجلس شورای ملی، یوسف کهن، دیدار کرد.
همچنین او در مراسم ختم حاخام معروف یهودیان ایران، یدیدیا شوفط در لوس آنجلس حضور داشت و به سخنرانی پرداخت.

## جایزه‌ها
در سال ۱۹۷۰ یوسف جایزه بهترین مقالات ربانی را گرفت. در سال ۲۰۰۵ در نظرخواهی که در سابت YNet انجام شد او به عنوان ۲۳ امین فرد بزرگ اسرائیل در تمامی زمان‌ها انتخاب شد.